# 俞稷
俞稷（1490年—？年），字舜牧，號二江，浙江严州府建德縣人，明朝政治人物。

## 生平
治《易經》，正德十四年（1519年）由國子生中式正德十四年（1519年）己卯科浙江鄉試第八十三名舉人，嘉靖二年（1523年）登癸未科會試第一百七十三名，第三甲第五十七名進士。授江西新淦县知县，嘉靖七年（1528年）正月选授南京山西道試御史，九年巡按南直隶，不久解任归乡。

## 著作
著有《西台奏議》。

## 家族
曾祖俞炫。祖父俞灏。父俞廷貴，审理正。母鲁氏。严侍下。行三，兄俞夔，安福知县；弟俞贡、俞凱。